# Ermir Strati
Ermir Strati (Valona, 11 novembre 1983) è un ex calciatore albanese, di ruolo centrocampista.

## Carriera

### Club
Strati ha vestito le maglie di Flamurtari Valona e Bylis Ballsh, formazioni con cui totalizzato 130 presenze e 5 reti nella Kategoria Superiore, massima divisione del campionato albanese. 
Successivamente, passò in forza al Vlora, squadra in cui ricoprì l'incarico di allenatore-giocatore e Luftëtari. Conta anche 2 presenze nei turni preliminari di UEFA Europa League.
Nel 2012, si è trasferito in Norvegia per giocare nel Fortuna Oslo. Il club, fondato nel 2009 ma riconosciuto nel 2011, era infatti stato costituito da immigrati albanesi.